# Лоц-Кам'янка
Лоцманська Кам'янка, Лоц-Кам'янка, Кам'янка — сучасний район на південному сході Соборного району міста Дніпро, козацьке поселення перед дніпровськими порогами лоцманів, що займалися провадженням човнів через пороги.

## Межі
На заході межує з запорозьким селом Мандриківка, на півдні межує з козацьким містечком Старі Кодаки. Межею є балка Сажівка На заході села побудовані житлові масиви Перемога-5 та Перемога-6. На сході на кручі над Лоц-Кам'янкою побудований житловий масив Сокіл.
Межею Лоцманської Кам'янки з Мандриківською є вулиця Дорожня (або в народі Межова), саме де закінчується вулиця Мандриківська на 5 масиві Перемоги, де вона переходить у вулицю Бакинську.

## Археологія
У 1999 році під час будівництва Південного мосту через Дніпро у центрі Кам'янки на пагорбі були проведені археологічні розкопки, які виявили сліди давнього поселення.

## Історія
Вважається, що Кам'янка заселялася з будівництвом Кодацької фортеці у 1635 році, поштовх до її розвитку також дало зведення поблизу Кам'янського ретраншементу у 1737 році.

### Лоцмани
За свідченням Яворницького 1750 року за наказом Запорозького Кошу сюди перевели частину річників з Ненаситецької берегової сторожі флотилії. За наказом Потьомкіна полковник Леонтій Фалеїв організує судноплавство через пороги, проводити човни через які 1785 року зголосилося 42 чоловіка. 1787 року вже налічувалося 120 лоцманів. Після проведення 80 судів Катерини ІІ через пороги Потьомкін запропонував поселити за державний кошт 121 лоцмана у Кам'янці, після чого вона почала називатися Лоцманською Кам'янкою (існувало ще село Кам'янське, яке згодом стала містом і зараз називається Кам'янське) . Вони були звільнені від податків і військової повинності з окладом 25 карбованців на рік. 1811 року до лоцманів було зараховано всіх мешканців 20-60 років Кам'янки і Старого Кодаку.
Двічі на рік, перед початком навігації і перед її завершенням, лоцманська громада обирала отамана, його помічника, скарбника і писаря. Лоцмани переважно обслуговували човни з товаром і лісом між Катеринославом, Кам'янкою, Огрінню, Чаплями і Кічкасом, Хортицею, Олександрівськом. З побудовою залізниці навантаження на водний шлях через пороги істотно зменшився.
Лоцмани ще з часів запорожців проводили виміри рівня води Дніпра на станції на Кам'януватому острові у південних околиць Кам'янки. Цей пост є найдавнішим гідрометричним пам'ятником на теренах України та Європи.
1932 року з підняттям вод Дніпра і затопленням Дніпрових порогів лоцманська професія зникла. Тільки у 1941—1946 роках коли Дніпрові пороги знову з'явилися після зруйнування радянцями Дніпрогесу перед німецькими військами, потреба у лоцманах знову виникла.

### Дмитро Яворницький про Лоцманську Кам'янку
Слобода Лоцманська Кам'янка — дуже давнє запорізьке займище. За запорожців тут були зимовники військової старшини Старого Кодаку. Заселення цієї місцевости почалось з 1750 року, коли з наказу запорізького Кошу сюди перевели частину лоцманів з Ненаситецької берегової сторожі тамошньої гребної флотилії, як каже про це місцевий церковний історик, додаючи до цього, що стало сімейний люд Кам'янку почав заселяти з 1770 року.
Отже, можна сказати, що 1770 року був великий наскік татар на південну країну Запорожжя, а в такім разі маса запорізьких гніздюків, себто козаків-хазяїв, кидалась з півдня на північ запорізьких степів і там закладала нові села…
1784 року в слободі Лоцманській Кам'янці спочатку поставлено молитовний будинок із старої скасованої церкви города Старого Кодаку, а потім того, 1794 року, збудовано й церкву…

…Року 1811 вийшов наказ: поселян казенних селищ Кам'янки та Старого Кодаку обернути всіх на лоцманів, літами од 20 до 60 років… (з книги «Дніпрові пороги»)

### Подальша історія у Російській імперії
На 1859 рік Лоцманська Кам'янка була державним селом. Тут було 250 подвір'їв, 1 православна церква й мешкало 1530 осіб.
Першу церкву побудували 1794 року, яку відбудували 1874 року.
1872 року у Кам'янці мешкало 2022 особи. 1908 року громада побудувала 2-класну земську школу.

### За УРСР
На південному заході селища зведений радянський високоповерховий район Лоцманський (згодом перейменовано на Перемогу-4, -5,-6).
У 1959 р. Лоцмано-Кам'янка, Сухачівка, Фрунзенський і робітниче селище Ясне Дніпропетрівського р-ну включені в смугу с. Дніпропетрівськ (з ліквідацією Лоцмано-Кам'янської, Сухачівської і Фрунзенської селлищних рад).

### За незалежної України
Добудовано початий ще за комуністів, Південний міст що зв'язав Кам'янку з Придніпровськом й Чаплями.

## Відомі особи
1901 року тут народився партизан часів Другої світової війни, генерал-майор, двічі герой СРСР, міністр соціального забезпечення України Олексій Федорович Федоров. У селі є його музей.
1918 року народився Іван Павлович Казанець, що став головою уряду УРСР (1963—1965) і міністром чорної металургії УРСР у Дніпрі (1965—1985).
Григорій Микитович Омельченко (1911—2003) названий останнім Дніпровським лоцманом, що видав книгу про лоцманів.
У 1910—1921 роках тут мешкала сестра Лесі Українки Ольга та її чоловік Михайло Кривинюк.